# Torneo Nacional Alevín de Fútbol 7 2017
El Torneo Nacional PAMESA LaLiga Promises de Villarreal 2016, es la 26ª edición del torneo de fútbol base que disputan los equipos sub-12 en la modalidad de fútbol 7.
Celebrada en el mes de junio en la Ciudad Deportiva Pamesa Cerámica de la ciudad de Villarreal (Castellón), la competición reunirá a los 20 equipos cuyos primeros equipos participaron en LaLiga Santander 2016-17.
Este torneo representa la evolución definitiva de un evento mundial creado por la Fundación José Ramón de la Morena, que se basa en más de 20 años de experiencia en la organización de torneos de fútbol base en España, con el respaldo de Laliga y su experiencia.

## Participantes
Los participantes los 20 equipos cuyos primeros equipos participaron en LaLiga Santander 2016-17. Se dividen en cuarto grupos de cinco equipos, en los que los cuarto primeros clasificados pasan a disputar la fase final.
| Grupo A                                                                   | Grupo B                                                               | Grupo C                                                  | Grupo D                                                                        |
| ------------------------------------------------------------------------- | --------------------------------------------------------------------- | -------------------------------------------------------- | ------------------------------------------------------------------------------ |
| Athletic Club Real Betis RC Celta de Vigo Sporting de Gijón Villarreal CF | Deportivo Alavés RCD Espanyol Real Madrid CF CA Osasuna Real Sociedad | FC Barcelona Granada CF CD Leganés Málaga CF Valencia CF | Atlético de Madrid Deportivo de La Coruña SD Eibar U. D. Las Palmas Sevilla FC |

## Fase de grupos

### Grupo A
- Todos los horarios corresponden a la hora local de Villarreal (UTC +2).

| Equipo            | Pts | PJ | PG | PE | PP | GF | GC | Dif |
| ----------------- | --- | -- | -- | -- | -- | -- | -- | --- |
| Villarreal CF     | 12  | 4  | 4  | 0  | 0  | 10 | 3  | +7  |
| Real Betis        | 7   | 4  | 2  | 1  | 1  | 7  | 6  | +1  |
| RC Celta de Vigo  | 4   | 4  | 1  | 1  | 2  | 7  | 7  | 0   |
| Sporting de Gijón | 3   | 4  | 0  | 3  | 1  | 3  | 6  | -3  |
| Athletic Club     | 1   | 4  | 0  | 1  | 3  | 4  | 9  | -5  |

| 16 de junio de 2017, 10:00 |  | vs. |  | Ciudad Deportiva Pamesa, Villarreal |  |

| 16 de junio de 2017, 10:00 |  | vs. |  | Ciudad Deportiva Pamesa, Villarreal |  |

| 16 de junio de 2017, 10:00 |  | vs. |  | Ciudad Deportiva Pamesa, Villarreal |  |

| 16 de junio de 2017, 10:00 |  | vs. |  | Ciudad Deportiva Pamesa, Villarreal |  |

| 16 de junio de 2017, 10:00 |  | vs. |  | Ciudad Deportiva Pamesa, Villarreal |  |

| 16 de junio de 2017, 10:00 |  | vs. |  | Ciudad Deportiva Pamesa, Villarreal |  |

| 16 de junio de 2017, 10:00 |  | vs. |  | Ciudad Deportiva Pamesa, Villarreal |  |

| 16 de junio de 2017, 10:00 |  | vs. |  | Ciudad Deportiva Pamesa, Villarreal |  |

| 16 de junio de 2017, 10:00 |  | vs. |  | Ciudad Deportiva Pamesa, Villarreal |  |

| 16 de junio de 2017, 10:00 |  | vs. |  | Ciudad Deportiva Pamesa, Villarreal |  |

### Grupo B
- Todos los horarios corresponden a la hora local de Villarreal (UTC +2).

| Equipo | Pts | PJ | PG | PE | PP | GF | GC | Dif |
| ------ | --- | -- | -- | -- | -- | -- | -- | --- |
| '      | '   |    |    |    |    |    |    |     |
| '      | '   |    |    |    |    |    |    |     |
| '      | '   |    |    |    |    |    |    |     |
| '      | '   |    |    |    |    |    |    |     |
|        | '   |    |    |    |    |    |    |     |

| 16 de junio de 2017, 10:00 |  | vs. |  | Ciudad Deportiva Pamesa, Villarreal |  |

| 16 de junio de 2017, 10:00 |  | vs. |  | Ciudad Deportiva Pamesa, Villarreal |  |

| 16 de junio de 2017, 10:00 |  | vs. |  | Ciudad Deportiva Pamesa, Villarreal |  |

| 16 de junio de 2017, 10:00 |  | vs. |  | Ciudad Deportiva Pamesa, Villarreal |  |

| 16 de junio de 2017, 10:00 |  | vs. |  | Ciudad Deportiva Pamesa, Villarreal |  |

| 16 de junio de 2017, 10:00 |  | vs. |  | Ciudad Deportiva Pamesa, Villarreal |  |

| 16 de junio de 2017, 10:00 |  | vs. |  | Ciudad Deportiva Pamesa, Villarreal |  |

| 16 de junio de 2017, 10:00 |  | vs. |  | Ciudad Deportiva Pamesa, Villarreal |  |

| 16 de junio de 2017, 10:00 |  | vs. |  | Ciudad Deportiva Pamesa, Villarreal |  |

| 16 de junio de 2017, 10:00 |  | vs. |  | Ciudad Deportiva Pamesa, Villarreal |  |

### Grupo C
- Todos los horarios corresponden a la hora local de Villarreal (UTC +2).

| Equipo | Pts | PJ | PG | PE | PP | GF | GC | Dif |
| ------ | --- | -- | -- | -- | -- | -- | -- | --- |
| '      | '   |    |    |    |    |    |    |     |
| '      | '   |    |    |    |    |    |    |     |
| '      | '   |    |    |    |    |    |    |     |
| '      | '   |    |    |    |    |    |    |     |
|        | '   |    |    |    |    |    |    |     |

| 16 de junio de 2017, 10:00 |  | vs. |  | Ciudad Deportiva Pamesa, Villarreal |  |

| 16 de junio de 2017, 10:00 |  | vs. |  | Ciudad Deportiva Pamesa, Villarreal |  |

| 16 de junio de 2017, 10:00 |  | vs. |  | Ciudad Deportiva Pamesa, Villarreal |  |

| 16 de junio de 2017, 10:00 |  | vs. |  | Ciudad Deportiva Pamesa, Villarreal |  |

| 16 de junio de 2017, 10:00 |  | vs. |  | Ciudad Deportiva Pamesa, Villarreal |  |

| 16 de junio de 2017, 10:00 |  | vs. |  | Ciudad Deportiva Pamesa, Villarreal |  |

| 16 de junio de 2017, 10:00 |  | vs. |  | Ciudad Deportiva Pamesa, Villarreal |  |

| 16 de junio de 2017, 10:00 |  | vs. |  | Ciudad Deportiva Pamesa, Villarreal |  |

| 16 de junio de 2017, 10:00 |  | vs. |  | Ciudad Deportiva Pamesa, Villarreal |  |

| 16 de junio de 2017, 10:00 |  | vs. |  | Ciudad Deportiva Pamesa, Villarreal |  |

### Grupo D
- Todos los horarios corresponden a la hora local de Villarreal (UTC +2).

| Equipo | Pts | PJ | PG | PE | PP | GF | GC | Dif |
| ------ | --- | -- | -- | -- | -- | -- | -- | --- |
| '      | '   |    |    |    |    |    |    |     |
| '      | '   |    |    |    |    |    |    |     |
| '      | '   |    |    |    |    |    |    |     |
| '      | '   |    |    |    |    |    |    |     |
|        | '   |    |    |    |    |    |    |     |

| 16 de junio de 2017, 10:00 |  | vs. |  | Ciudad Deportiva Pamesa, Villarreal |  |

| 16 de junio de 2017, 10:00 |  | vs. |  | Ciudad Deportiva Pamesa, Villarreal |  |

| 16 de junio de 2017, 10:00 |  | vs. |  | Ciudad Deportiva Pamesa, Villarreal |  |

| 16 de junio de 2017, 10:00 |  | vs. |  | Ciudad Deportiva Pamesa, Villarreal |  |

| 16 de junio de 2017, 10:00 |  | vs. |  | Ciudad Deportiva Pamesa, Villarreal |  |

| 16 de junio de 2017, 10:00 |  | vs. |  | Ciudad Deportiva Pamesa, Villarreal |  |

| 16 de junio de 2017, 10:00 |  | vs. |  | Ciudad Deportiva Pamesa, Villarreal |  |

| 16 de junio de 2017, 10:00 |  | vs. |  | Ciudad Deportiva Pamesa, Villarreal |  |

| 16 de junio de 2017, 10:00 |  | vs. |  | Ciudad Deportiva Pamesa, Villarreal |  |

| 16 de junio de 2017, 10:00 |  | vs. |  | Ciudad Deportiva Pamesa, Villarreal |  |

## Fase Final
|  | Cuartos de final | Cuartos de final |              |       | Semifinal | Semifinal |  |  | Final | Final |
|  |                  |                  |              |       |           |           |  |  |       |       |
|  |                  |                  |              |       |           |           |  |  |       |       |
|  |                  |                  |              |       |           |           |  |  |       |       |
|  | PSG              | 0                |              |       |           |           |  |  |       |       |
|  | PSG              | 0                |              |       |           |           |  |  |       |       |
|  | FC Barcelona     | 4                |              |       |           |           |  |  |       |       |
|  | FC Barcelona     | 4                | FC Barcelona | 2     |           |           |  |  |       |       |
|  |                  |                  | FC Barcelona | 2     |           |           |  |  |       |       |
|  |                  | Real Madrid      | 0            |       |           |           |  |  |       |       |
|  | Sevilla          | Real Madrid      | 0            | 1 (0) |           |           |  |  |       |       |
|  | Sevilla          |                  |              | 1 (0) |           |           |  |  |       |       |
|  | Real Madrid (p.) | 1 (2)            |              |       |           |           |  |  |       |       |
|  | Real Madrid (p.) | 1 (2)            | FC Barcelona | 6     |           |           |  |  |       |       |
|  |                  |                  | FC Barcelona | 6     |           |           |  |  |       |       |
|  |                  | Atlético         | 1            |       |           |           |  |  |       |       |
|  | Real Betis       | Atlético         | 1            | 1     |           |           |  |  |       |       |
|  | Real Betis       |                  |              | 1     |           |           |  |  |       |       |
|  | Sporting         | 2                |              |       |           |           |  |  |       |       |
|  | Sporting         | 2                | Sporting     | 1     |           |           |  |  |       |       |
|  |                  |                  | Sporting     | 1     |           |           |  |  |       |       |
|  |                  | Atlético         | 4            |       |           |           |  |  |       |       |
|  | Atlético         | Atlético         | 4            | 1     |           |           |  |  |       |       |
|  | Atlético         |                  |              | 1     |           |           |  |  |       |       |
|  | Villarreal       | 0                |              |       |           |           |  |  |       |       |
|  | Villarreal       | 0                |              |       |           |           |  |  |       |       |

### Cuartos de final
| 28 de diciembre de 2016, 17:00 | París Saint-Germain | 0 - 4 | FC Barcelona | El Peñón, Puerto de la Cruz |  |

| 28 de diciembre de 2016, 17:30 | Sevilla | 1 - 1 (0 - 2 p.) | Real Madrid | El Peñón, Puerto de la Cruz |  |

| 28 de diciembre de 2016, 18:00 | Real Betis | 1 - 2 | Sporting de Gijón | El Peñón, Puerto de la Cruz |  |

| 28 de diciembre de 2016, 18:30 | Atlético de Madrid | 1 - 0 | Villarreal | El Peñón, Puerto de la Cruz |  |

### Semifinales
| 29 de diciembre de 2016, 10:00 | Sporting de Gijón | 1 - 4 | Atlético de Madrid | El Peñón, Puerto de la Cruz |  |

| 29 de diciembre de 2016, 10:50 | FC Barcelona | 2 - 0 | Real Madrid | El Peñón, Puerto de la Cruz |  |

### Partido de Clausura (Fuera de Competición)
| 29 de diciembre de 2016, 19:45 | Selección Tenerife | 2 - 1 | Selección LaLiga Promises | El Peñón, Puerto de la Cruz |  |

### Final
| 29 de diciembre de 2016, 20:30 | FC Barcelona | 6 - 1 | Atlético de Madrid | El Peñón, Puerto de la Cruz |  |

| Bandera de España |
| FC Barcelona      |
| 6º título         |